# ويلينغتون أوليفيرا دوس ريس
ويلينغتون أوليفيرا دوس ريس هو لاعب كرة قدم برازيلي في مركز الدفاع، ولد في 9 يناير 1989 في كويابا في البرازيل. لعب مع أتلتيكو غويانيينسي وبوتافوغو ريغاتاس ونادي بونتي بريتا ونادي كروزيرو.

## وصلات خارجية
- ويلينغتون أوليفيرا دوس ريس على موقع قاعدة بيانات كرة القدم.إي يو (الإنجليزية)
- ويلينغتون أوليفيرا دوس ريس على موقع Soccerway.com (الإنجليزية)